# Robbie Cadee
Robert Cadee, detto Robbie (Melbourne, 27 agosto 1950), è un ex cestista e allenatore di pallacanestro australiano.

## Carriera
Con l'Australia ha disputato i Giochi olimpici del 1976.
Come allenatore ha guidato l'Australia ai Giochi olimpici del 1988 e a due edizioni dei Campionati del mondo (1986, 1990).